# Mali Dederkalî, Șumsk
Mali Dederkalî (în ucraineană Малі Дедеркали) este un sat în comuna Velîki Dederkalî din raionul Șumsk, regiunea Ternopil, Ucraina.

## Demografie
Componența lingvistică a localității Mali Dederkalî
     Ucraineană (99,84%)
     Alte limbi (0,16%)
Conform recensământului din 2001, majoritatea populației localității Mali Dederkalî era vorbitoare de ucraineană (99,84%), existând în minoritate și vorbitori de alte limbi.